# Aéroport international de Kherson
Pour les articles homonymes, voir KHE.
L'aéroport de Kherson  (ukrainien : Міжнародний аеропорт Херсон) est situé à Tchornobaïvka près de la ville de Kherson, dans l'oblast de Kherson, en Ukraine.

## Situation
| Berdiansk Oujhorod Brody Ouman Kanatove Konotop Djankoï Tchouhouïv Kryvyï Rih Donetsk Sébastopol DniproVesseloïeBaheroveHorodokChersonèseGvardeïskoïeKatchaIvano-Frankivsk Izmaïl JovtneveJytomyr Koulbakino Kharkiv · Charcovie Khmelnytskyï Kherson KrementchoukKiev/Kyïv · Jouliany Kiev/Kyïv · Boryspil Kryvyï Rih Kolomya Loutsk Louhansk LvivMarioupol Mykolaïv Myrhorod Nijyn Odessa Poltava Rivne Sambir Simferopol Starokostiantyniv Tchernivtsi Vinnytsia Zaporijjia |

## Histoire

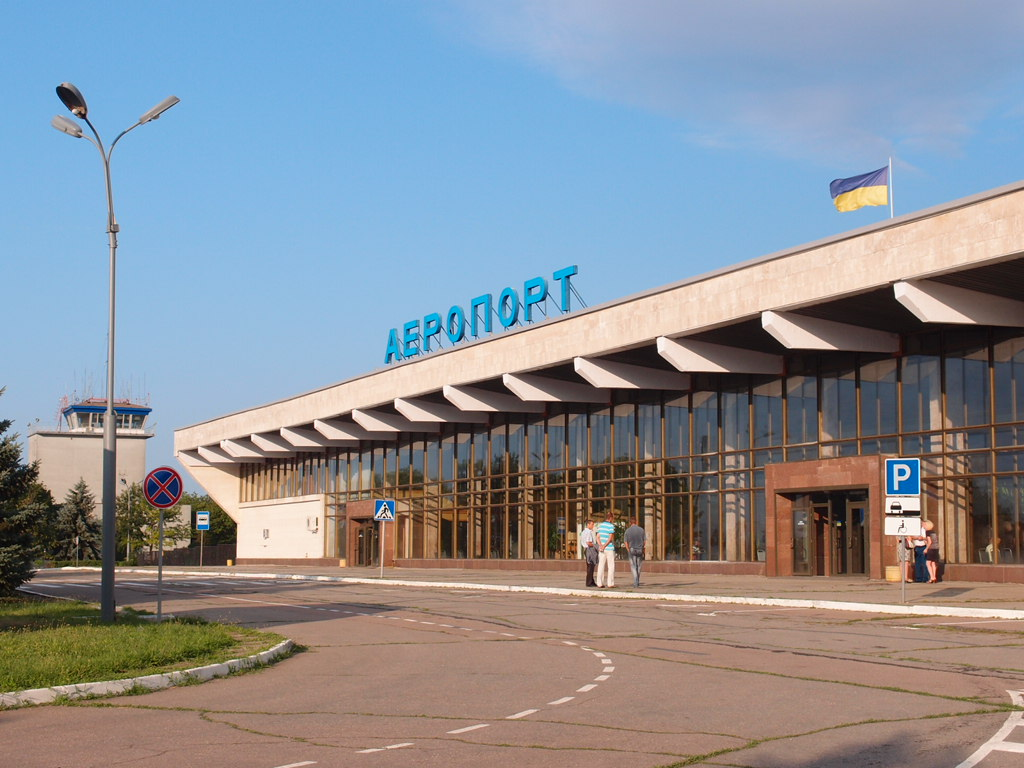
Son terminal.

Il est desservi par Pegasus Airlines vers l'aéroport international Sabiha-Gökçen, SkyUp vers  Antalya, Sharm El Sheikh par charter. Par Turkish Airlines vers Istanbul et Ukraine International Airlines vers l'aéroport de Kiev-Boryspil.

### Invasion de l'Ukraine par la Russie en 2022
Avec l'invasion russe de l'Ukraine en 2022, depuis le 24 février, tous les vols sont suspendus.
Le 2 mars 2022, il est capturé par les forces armées russes qui en font aussitôt une base pour leurs hélicoptères au début de l'invasion. Il subit à partir du 16 mars des attaques des forces ukrainiennes parvenant à en détruire plus d'une dizaine. Des photos satellites diffusées le 21 mars ne montrent plus d'aéronefs militaires.
À fin novembre 2022, l’aérogare est totalement détruit et la structure en ruines suite à des bombardements dans le cadre de la guerre Ukraine-Russie.

## Statistiques
Le graphique qui aurait dû être présenté ici ne peut pas être affiché car il utilise l'ancienne extension Graph, désactivée pour des questions de sécurité. Des indications pour créer un nouveau graphique avec la nouvelle extension Chart sont disponibles ici.

Voir la requête brute et les sources sur Wikidata.

## Note
1. ↑  khe.aero - Schedule